# Obligat (Musik)
 For alternative betydninger, se Obligat. (Se også artikler, som begynder med Obligat)
Obligat betegner en supplerende stemme, der ledsager melodistemmen i en sats. Stemmen kan være instrumental eller sunget. En obligat stemme er altså hverken mere eller mindre obligatorisk end alle andre stemmer i satsen, men spiller derimod en særlig rolle i musikkens opbygning. Det er sprogligt forståeligt, at de to begreber obligat og obligatorisk ofte forveksles.
| Musik | Spire Denne musikartikel er en spire som bør udbygges. Du er velkommen til at hjælpe Wikipedia ved at udvide den. |